# Brandon Servania
Brandon Servania (Birmingham, 1999. március 12. –) amerikai válogatott labdarúgó, a Toronto középpályása.

## Pályafutása

### Klubcsapatokban
Servania az alabamai Birmingham városában született. Az ifjúsági pályafutását a Dallas akadémiájánál kezdte.
2018-ban mutatkozott be a Dallas észak-amerikai első osztályban szereplő felnőtt keretében. 2018-ban a Tulsa, majd 2021-ben az osztrák első osztályban érdekelt St. Pölten csapatát erősítette kölcsönben. 2023. február 20-án kétéves szerződést kötött a Toronto együttesével. Először a 2023. február 26-ai, DC United ellen 3–2-re elvesztett mérkőzés 77. percében, Adama Diomande cseréjeként lépett pályára. Első gólját 2023. április 16-án, az Atlanta United ellen hazai pályán 2–2-es döntetlennel zárult találkozón szerezte meg.

### A válogatottban
Servania az U18-as és az U20-as korosztályú válogatottakban is képviselte Amerikát.
2020-ban debütált a felnőtt válogatottban. Először a 2020. február 1-jei, Costa Rica ellen 1–0-ra megnyert barátságos mérkőzés 66. percében, Brenden Aaronsont váltva lépett pályára.

## Statisztikák
2023. június 25. szerint
| Klub                    | Szezon   | Osztály            | Bajnokság | Bajnokság | Kupa  | Kupa | Nemzetközi | Nemzetközi | Összesen | Összesen |
| Klub                    | Szezon   | Osztály            | Meccs     | Gól       | Meccs | Gól  | Meccs      | Gól        | Meccs    | Gól      |
| ----------------------- | -------- | ------------------ | --------- | --------- | ----- | ---- | ---------- | ---------- | -------- | -------- |
| Dallas                  | 2019     | MLS                | 19        | 2         | 2     | 1    | —          | —          | 21       | 3        |
| Dallas                  | 2020     | MLS                | 12        | 0         | 0     | 0    | —          | —          | 12       | 0        |
| Dallas                  | 2021     | MLS                | 14        | 0         | 0     | 0    | —          | —          | 14       | 0        |
| Dallas                  | 2022     | MLS                | 25        | 2         | 2     | 0    | —          | —          | 27       | 2        |
| Dallas                  | Összesen | Összesen           | 70        | 4         | 4     | 1    | 0          | 0          | 74       | 5        |
| St. Pölten (kölcsönben) | 2020–21  | Osztrák Bundesliga | 11        | 0         | 0     | 0    | —          | —          | 11       | 0        |
| Toronto                 | 2023     | MLS                | 20        | 1         | 1     | 0    | —          | —          | 21       | 1        |
| Összesen                | Összesen | Összesen           | 101       | 5         | 5     | 1    | 0          | 0          | 106      | 6        |

### A válogatottban
| Válogatott       | Év       | Pályára lépés | Gól |
| ---------------- | -------- | ------------- | --- |
| Egyesült Államok | 2020     | 1             | 0   |
| Összesen         | Összesen | 1             | 0   |

## Sikerei, díjai
Amerikai U20-as válogatott
- U20-as CONCACAF-bajnokság
  - Győztes (1): 2018